# Proposition 65

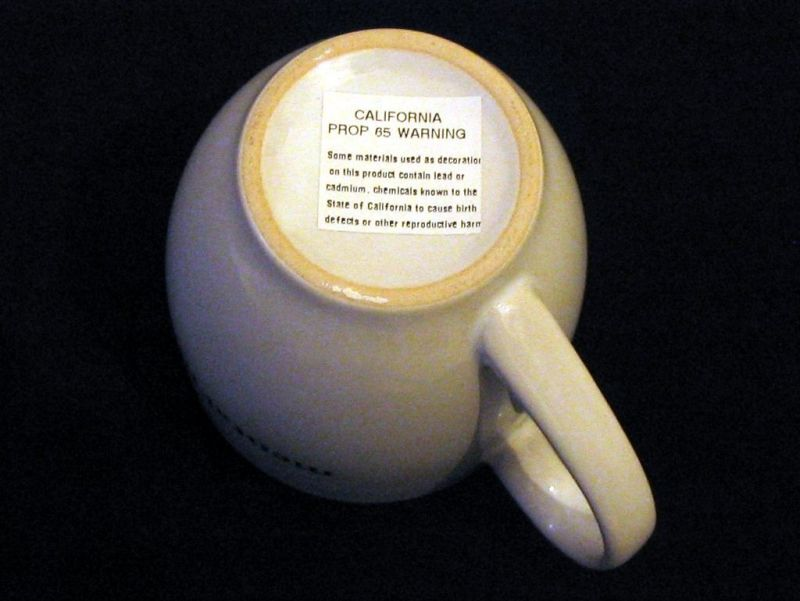
Una tazza con un avviso relativo alla Proposition 65

Proposition 65 (nome completo: Safe Drinking Water and Toxic Enforcement Act of 1986) è una legge del 1986 che regola la presenza di sostanze chimiche all'interno dei prodotti commercializzati in California. L'elenco di sostanze che possono risultare cancerogene o tossiche per la riproduzione viene aggiornato con cadenza annuale dall'Office of Environmental Health Hazard Assessment (OEHHA).
I prodotti che contengono sostanze chimiche devono presentare etichette o pittogrammi che informano del rischio.